# El Valle, Hato Mayor
El Valle är en kommun i Dominikanska republiken.   Den ligger i provinsen Hato Mayor, i den östra delen av landet, 80 km nordost om huvudstaden Santo Domingo. Antalet invånare i kommunen är cirka 7 000.
Terrängen i El Valle är kuperad åt nordost, men åt sydväst är den platt.